# ساوت آیلند، جزایر کوکوس
ساوت آیلند (جزیره جنوبی)، جزایر کوکوس (انگلیسی: South Island, Cocos) جنوبی‌ترین و شرقی‌ترین جزیره در بین جزایر کوکوس متعلق به استرالیا‌است که در شرق اقیانوس هند قرار دارد. این جزیره بخشی از آب‌سنگ‌های حلقوی جزایر ساوت کیلینگ است. این جزیره غیرمسکونی با مساحت ۳٫۶۳ کیلومتر مربع (۱٫۴۰ مایل مربع)، پس از وست آیلند دومین جزیره بزرگ این مجمع‌الجزایر است. ساوت آیلند در ۹۴۴ کیلومتری (۵۸۷ مایل) جنوب غربی نزدیک‌ترین جزیره اندونزی یعنی جزیره اینگانو و ۱۰۸۸ کیلومتر (۶۷۶ مایل) در سواحل جاوه واقع شده‌است. جزیره کریسمس که آن هم استرالیایی است، در ۹۵۶ کیلومتری (۵۹۴ مایل) در جهت غرب – شمال غربی این جزیره است. جزیره جنوبی ۹ متر (۳۰ فوت) ارتفاع دارد که آن را به بلندترین نقطه در جزایر کوکوس (کیلینگ) تبدیل می‌کند.